# Beomgyu
Choi Beom-gyu, connu sous le nom de Beomgyu, est un chanteur sud-coréen né le 13 mars 2001. Il fait partie du boys band sud-coréen Tomorrow X Together qui a fait ses débuts sous Big Hit Music en mars 2019. Sa première chanson solo intitulée « Panic » est sortie le 27 mars 2025.

## Début de la vie
Beomgyu est né le 13 mars 2001 à Daegu, en Corée du Sud.

## Carrière

### 2019–présent: Débuts avec Tomorrow X Together
Beomgyu est le cinquième et dernier membre de Tomorrow X Together à être révélé,. Le groupe a fait ses débuts le 4 mars 2019, avec la sortie de l'EP The Dream Chapter: Star. Les débuts ont été un succès car l'EP a atteint la première place du Gaon Album Chart et du Billboard World Albums Chart et entrant dans le Billboard 200 américain à la 140e place,.
La première activité en solo de Beomgyu a eu lieu en 2021 lorsqu'il est apparu dans l'émission Bistro Shigor sur la chaîne JTBC. Il travaillait comme « un beau employé à temps partiel » dans le bistro, aux côtés d'autre celebrité tel que Lee Soo-hyuk, Choi Ji-woo, Lee Chang-woo, Cha In-pyo, Changmin et Jo Se-ho,,.
En janvier 2023, Beomgyu a commencé à animer une série radio intitulée Beomdio. La série a été renouvelée pour une deuxième saison qui s'est achevé en 2025 avec un épisode spécial hors ligne à l'Université Hansung,. En avril 2024, il a animé la Web série Workout Zzang Beomgyu (운동 짱 범규) où il se mettait au défi avec de nouveaux exercices. Le programme a été partagé sur la chaîne YouTube de Mdromeda Studio. La série a été renouvelée pour une deuxième saison quatre mois après la fin de la saison 1. la deuxième saison s'est terminé le 22 octobre.
Le 27 mars 2025 sort sa première chanson solo, intitulée « Panic », dont Beomgyu a participé à la production et à l'écriture.

## Autres entreprises
Beomgyu est apparu dans plusieurs magazines de mode, notamment GQ Korea, Elle Korea et Arena Homme+ China. Il a été présenté dans le numéro de septembre 2024 de GQ Korea,, le numéro d'avril 2023 de ELLE Korea aux côtés d'un autre membre du groupe ; Taehyun, et le numéro d'octobre 2024 d'Arena Homme+ China[réf. nécessaire].

## Approbation et influence
Le 31 octobre 2023, la marque de maquillage coréenne Coralhaze d'Inscobee (ko) a annoncé que Beomgyu serait son nouveau ambassadeur et mannequin en Corée et au Japon. Le rouge à lèvres pour lequel Beomgyu a posé, le « Glowlock Jelly Tint » également appelé « Beomgyu Tint », s'est vendu dès le premier jour de son lancement chez Olive Young en Corée,.

## Philanthropie
En 2024 et 2025, Beomgyu a fait un don de 30 millions de wons (US$22 242) à Community Chest of Korea pour son anniversaire. Les fonds ont été utilisés pour le rétablissement des enfants et des adolescents avec des problèmes psychologiques lié à la pression familiale ou de leurs pairs,. Le 14 octobre 2024, Beomgyu a assisté à l'événement « Love Your W » de W Korea pour la sensibilisation au cancer du sein aux côtés d'un autre membre du groupe; Yeonjun.

## Discographie

### Albums simples
| Titre   | Détails | Meilleur classement | Ventes |
| Titre   | Détails | KOR                 | Ventes |
| ------- | --- | ------------------- | ------ |
| Panique | - Prévu : 15 mai 2025 - Label discographique : Big Hit Music - Formats : CD, téléchargement numérique, streaming |                     |        |

### Simple

#### En tant qu'artiste principal
| Titre   | Année | Meilleur classement | Meilleur classement | Album             |
| Titre   | Année | KOR                 | Monde               | Album             |
| ------- | ----- | ------------------- | ------------------- | ----------------- |
| Panique | 2025  | 125                 | 8                   | Single hors album |

#### Crédits d'écriture de chansons
Tous les crédits des chansons sont adaptés de la base de données de la Korea Music Copyright Association, sauf indication contraire.
| Année | Musique                                   | Artiste             | Album                              | Compositeur | Parolier |
| ----- | ----------------------------------------- | ------------------- | ---------------------------------- | ----------- | -------- |
| 2020  | Maze in the Mirror                        | Tomorrow X Together | The Dream Chapter: Eternity        | Oui         | Oui      |
| 2020  | Sweat                                     | Tomorrow X Together | Single hors album                  | Oui         | Oui      |
| 2021  | What If I Had Been That Puma              | Tomorrow X Together | The Chaos Chapter: Freeze          | Oui         | Oui      |
| 2021  | No Rules                                  | Tomorrow X Together | The Chaos Chapter: Freeze          | Oui         | Oui      |
| 2021  | MOA Diary (Dubaddu Wari Wari)             | Tomorrow X Together | The Chaos Chapter: Fight or Escape | Oui         | Oui      |
| 2021  | MOA Diary (Japanese Version)              | Tomorrow X Together | Chaotic Wonderland                 | Oui         | Oui      |
| 2022  | Thursday's Child Has Far To Go            | Tomorrow X Together | Minisode 2: Thursday's Child       | Oui         | Oui      |
| 2023  | Happy Fools (feat. Coi Leray)             | Tomorrow X Together | The Name Chapter: Temptation       | Oui         | Oui      |
| 2023  | Happy Fools (Tomorrow X Together Version) | Tomorrow X Together | Single hors album                  | Oui         | Oui      |
| 2023  | Dreamer                                   | Tomorrow X Together | The Name Chapter: Freefall         | Oui         | Oui      |
| 2023  | Blue Spring                               | Tomorrow X Together | The Name Chapter: Freefall         | Oui         | Oui      |
| 2024  | Danger                                    | Tomorrow X Together | The Star Chapter: Sanctuary        | Oui         | Oui      |
| 2024  | Resist (Not Gonna Run Away)               | Tomorrow X Together | The Star Chapter: Sanctuary        | Oui         | Oui      |
| 2025  | Panic                                     | Beomgyu             | Panic                              | Oui         | Oui      |